# Simplea
Simplea pojišťovna, a.s. je česká fintechová životní pojišťovna. Svůj provoz zahájila 1. července 2019. Licenci České národní banky získala na začátku téhož roku. Předsedou představenstva a generální ředitel je Martin Švec. Simplea je součástí finanční skupiny Partners Financial Services.[zdroj?]
V červenci 2024 se pojišťovna starala o 100 tisíc klientů. Odhadovaný obrat společnosti za rok 2024 činí 1,1 miliardy. Tržní podíl pojišťovny je asi 1,7 procenta.

## Produkty
Pojišťovna nabízí rizikové životní pojištění. Pojišťuje klienty pouze na vážná rizika jako jsou smrt, závažné onemocnění, invalidita, trvalé následky po úrazu, pracovní neschopnost. Specifikum produktu je, že funguje digitálně a bezpapírově, tj. proces pojištění se sjednává kompletně online a ocenění zdravotního stavu klienta probíhá online a na základě ověřené bankovní identity.[zdroj?]
Od roku 2024 pojišťovna nabízí také pojištění dlouhodobé péče.

## Další informace
Simplea působí od října 2021 na Slovensku. Od ledna 2024 ve spolupráci s lokální společností Unext prodává životní pojištění v Polsku.
Firma je členem České asociace pojišťoven a Česká Insuretech asociace.
Simplea je součástí finanční skupiny Partners Financial Services, za kterou stojí hlavně Petr Borkovec a Radim Lukeš. Vlastněna je prostřednictvím firem Partners HoldCo (podíl 50,01 %) a Partners InIn (49,99 %).[zdroj?]